# 杜德尼科韋 (波爾塔瓦區)
49°37′9″N 34°47′56″E / 49.61917°N 34.79889°E
杜德尼科韋（烏克蘭語：Дудникове），是烏克蘭的村落，位於該國中部波爾塔瓦州，由波爾塔瓦區科洛马茨凯市镇負責管轄，處於科洛馬克河左岸，距離庫利科韋0.5公里，海拔高度91米，2001年人口369。